# 공기울림악기
공기울림악기 또는 기명악기(氣鳴樂器)는 공기의 진동을 통해 소리를 내는 악기를 말한다. 이는 1914년 독일 사람이며 음악학자인 에리히 폰 호른보스텔(E. M. von Hornbostel)과 쿠르트 작스(C. Sachs)가 발표한 악기의 분류법에 따른 것이다.
기명악기는 대개 종래의 관악기를 가리킨다. 즉 연주자의 입으로 직접 공기를 불어넣기도 하고, 또는 파이프 오르간같이 기계적으로 공기를 불어넣기도 하여 관 속의 공기주(空氣柱)를 진동시켜서 발음하는 것이 대부분이다. 그러나 리드 오르간같이 관을 쓰지 않고 주위의 공기를 직접 진동시키는 것도 기명악기이다. 그리고 개개의 악기 설명에 있어서 종래의 금관악기, 목관악기라고 하는 분류법도 같이하고 있다. 이런 것은 본래 그 재질의 구별로 한 것이나, 앞서 말한 것같이 금속제의 플루트나 색소폰을 목관악기로 하고 있기 때문에 오늘날에는 재질로 구별한다는 것은 큰 의미가 없다. 또 이러한 말도 오늘날에는 발음원리에 관련시켜 쓰고 있다. 금관악기는 관악기 중에서 마우스피스(리코더같이 예외도 있으나, 대체로 주자의 입 또는 입술이 직접 닿는 곳, 공기를 불어넣는 관의 끝부분)에 댄 주자의 입술 자체의 진동으로 발음하는 것을 모두 말한다. 목관악기는 그 밖의 관악기의 총칭으로, 여기에는 플루트같이 마우스피스에 공기를 불어 진동시키는 무황악기(無簧樂器, 리드가 없는 악기)와 클라리넷이나 오보에같이 마우스피스에 붙어 있는 식물제의 엷은 판(리드)을 발음원으로 하는 유황악기가 있다.

## 주요 악기
| - 플루트 - 피콜로 - 오보에 - 잉글리시 호른 - 바순 - 콘트라바순, - 클라리넷(알토 클라리넷, 베이스 클라리넷) - 색소폰 - 트럼펫 - 베이스 트럼펫 - 코넷 - 호른 - 트롬본(테너베이스 트롬본, 베이스 트롬본) | - 튜바 - 오르간 - 파이프 오르간 - 리드 오르간 - 아코디언 - 반도네온 - 백파이프 - 알파인 호른 - 리코더 (클라이네 소프라니노 리코더, 소프라니노 리코더, 소프라노 리코더, 알토 리코더, 테너 리코더, 베이스 리코더, 그레이트 베이스 리코더, 콘트라 베이스 리코더, 슈퍼 콘트라 베이스 리코더, 옥토 콘트라 베이스 리코더(영국식 리코더, 독일식 리코더)) - 오카리나 - 아울로스 - 팬플루트 |

## 같이 보기
- 관악기